# Centro Asturiano de México A.C.
El Centro Asturiano de México, A.C. es una asociación civil sin fines de lucro cuyo fin es dar sitio de reunión a los inmigrantes y descendientes de inmigrantes asturianos en la Ciudad de México. 

## Historia
Tiene su origen en la reunión que celebraron el 7 de febrero de 1918 un grupo de asturianos, a iniciativa, entre otros, de José Menéndez Aleu, Ángel H. Díaz y Antonio Martínez Cuétara en la casa de este último en el número 52 de la calle de la Amargura (hoy República de Honduras), en el centro histórico de la Ciudad de México, y fue su primer presidente Jesús Moradiellos.[cita requerida]
La idea original fue crear un club de fútbol, el Club Asturias, que además sirviera de vínculo entre los asturianos en México. El equipo inmediatamente inició su actividad deportiva y, complementando su intención original, llevó a cabo en 1919 su primera actividad social: la Jira, gran romería tradicional en el mes de abril, recordando una victoria del rey Pelayo en los alrededores de Gigia (hoy Gijón) que se sigue celebrando hasta estos días.
El Centro Asturiano de México tiene tres sedes:
- El parque Asturias, localizado en la colonia El Reloj, en la calle de Cáliz, al sur de la Ciudad de México.
- La sede sociocultural localizada en el número 4 de la calle Arquímedes, en la colonia Polanco, en la alcaldía Miguel Hidalgo de la Ciudad de México.
- El Centro Ecológico, un club campestre localizado a las afueras de la ciudad de Cuautla, en el estado de Morelos.[cita requerida]

Cuenta con un excelente servicio y calidad en gastronomía Asturiana y española en todos sus restaurantes. Sus oficinas centrales se encuentran en Polanco. Promueve la difusión de la cultura asturiana y publica una gaceta mensual.[cita requerida]

## Premios y reconocimientos
- 2018 "Premio Amuravela de Oro", otorgado por la Asociación de Amigos de Cudillero, con motivo del centenario del Centro Asturiano de México. Recogió el galardón su presidente, el tevergano Manuel Arias Díaz.[1]